# Alegeri prezidențiale în Statele Unite ale Americii, 1984
Alegerile prezidențiale din Statele Unite din anul 2004 au avut loc la 6 noiembrie 1984 și s-au încheiat cu victoria candidatului republican Ronald Reagan, care a candidat pentru un nou mandat împreună cu vicepreședintele în funcție George H. W. Bush. Republicanii au obținut o victorie categorică asupra candidatului democrat Walter Mondale, Reagan reușind să câștige 49 din cele 50 de state, în timp ce Mondale a câștigat doar Districtul Columbia și statul său natal, Minnesotta.
Președintele Statelor Unite este ales de un Colegiu Electoral, alăcătuit din 538 de electori. Pentru a fi ales, președintele are nevoie de 270 de voturi în Colegiul Electoral. Dacă niciun candidat nu întrunește această majoritate, atunci președintele este ales de Camera Reprezentanților, prin votul statelor.
Președintele ales în noiembrie 1988 va depune jurământul și își va începe mandatul pe data de 20 ianuarie 1989.